# Gerald Levinson
Gerald Levinson (n. 22 iunie 1951, Westport, Connecticut) este un compozitor nord-american de muzică clasică contemporană.

## Viața
A urmat studii muzicale la Universitatea din Pennsylvania, avându-i ca profesori pe George Crumb, Richard Wernick și George Rochberg, și la Universitatea din Chicago, cu Ralph Shapey. După colegiu, a studiat compoziția muzicală la Conservatorul din Paris, cu Olivier Messiaen. A fost inspirat de modul în care Messiaen folosea cântecul păsărilor și de armoniile sale originale, ca și de muzica din Bali și India. Levinson a lucrat, de asemenea, cu Simon Rattle, Ralph Shapey și Seiji Ozawa. Este căsătorit cu poeta Nanine Valen și are doi fii, Adam Valen Levinson și Ari Valen Levinson.
Printre operele sale cele mai cunoscute se numără Anahata, Simfonia No. 2 și Black Magic/White Magic (1981), la care a colaborat cu soția sa, poeta Nanine Valen. Are o bogată discografie.
În prezent Gerald Levinson trăieșie în Philadelphia, unde predă muzica la Colegiul Swarthmore, din 1977. Compozițiile sale fac parte din repertoriul unor orchestre celebre, cum sunt Orchestra Philadelphia și Filarmonica din Los Angeles. În stagiunea 2005-2006, Orchestra Philadelphia a inclus în repertoriul său, în primă audiție, o nouă compoziție a sa pentru orgă și orchestră.

## Premii
- Premiul pentru Muzică al Academiei Americane de Arte și Litere (1990)
- Premiul internațional Arthur Honegger pentru compoziție muzicală, pentru compoziția Five Fires (1998)